# Lège-Cap-Ferret
Lège-Cap-Ferret là một xã trong tỉnh Gironde, thuộc vùng Nouvelle-Aquitaine của nước Pháp, có dân số là 6307 người (thời điểm 1999). Trong khi Lège-Cap-Ferret trong năm 1962 còn có trên 3.605 dân cư thì năm 1999 đã có 4.981 người dân.

## Khí hậu
| Dữ liệu khí hậu của Lège-Cap-Ferret (1961–1990) | Dữ liệu khí hậu của Lège-Cap-Ferret (1961–1990) | Dữ liệu khí hậu của Lège-Cap-Ferret (1961–1990) | Dữ liệu khí hậu của Lège-Cap-Ferret (1961–1990) | Dữ liệu khí hậu của Lège-Cap-Ferret (1961–1990) | Dữ liệu khí hậu của Lège-Cap-Ferret (1961–1990) | Dữ liệu khí hậu của Lège-Cap-Ferret (1961–1990) | Dữ liệu khí hậu của Lège-Cap-Ferret (1961–1990) | Dữ liệu khí hậu của Lège-Cap-Ferret (1961–1990) | Dữ liệu khí hậu của Lège-Cap-Ferret (1961–1990) | Dữ liệu khí hậu của Lège-Cap-Ferret (1961–1990) | Dữ liệu khí hậu của Lège-Cap-Ferret (1961–1990) | Dữ liệu khí hậu của Lège-Cap-Ferret (1961–1990) | Dữ liệu khí hậu của Lège-Cap-Ferret (1961–1990) |
| Tháng                                           | 1                                               | 2                                               | 3                                               | 4                                               | 5                                               | 6                                               | 7                                               | 8                                               | 9                                               | 10                                              | 11                                              | 12                                              | Năm                                             |
| ----------------------------------------------- | ----------------------------------------------- | ----------------------------------------------- | ----------------------------------------------- | ----------------------------------------------- | ----------------------------------------------- | ----------------------------------------------- | ----------------------------------------------- | ----------------------------------------------- | ----------------------------------------------- | ----------------------------------------------- | ----------------------------------------------- | ----------------------------------------------- | ----------------------------------------------- |
| Trung bình ngày tối đa °C (°F)                  | 10.2 (50.4)                                     | 11.6 (52.9)                                     | 13.5 (56.3)                                     | 15.9 (60.6)                                     | 19.1 (66.4)                                     | 22.0 (71.6)                                     | 24.7 (76.5)                                     | 24.5 (76.1)                                     | 22.9 (73.2)                                     | 19.1 (66.4)                                     | 13.9 (57.0)                                     | 10.8 (51.4)                                     | 17.4 (63.3)                                     |
| Trung bình ngày °C (°F)                         | 7.3 (45.1)                                      | 8.3 (46.9)                                      | 9.8 (49.6)                                      | 12.1 (53.8)                                     | 15.1 (59.2)                                     | 18.1 (64.6)                                     | 20.5 (68.9)                                     | 20.5 (68.9)                                     | 18.7 (65.7)                                     | 15.4 (59.7)                                     | 10.6 (51.1)                                     | 7.9 (46.2)                                      | 13.7 (56.7)                                     |
| Tối thiểu trung bình ngày °C (°F)               | 4.4 (39.9)                                      | 5.1 (41.2)                                      | 6.1 (43.0)                                      | 8.2 (46.8)                                      | 11.2 (52.2)                                     | 14.1 (57.4)                                     | 16.3 (61.3)                                     | 16.4 (61.5)                                     | 14.5 (58.1)                                     | 11.6 (52.9)                                     | 7.4 (45.3)                                      | 5.0 (41.0)                                      | 10.0 (50.0)                                     |
| Lượng Giáng thủy trung bình mm (inches)         | 88.2 (3.47)                                     | 75.1 (2.96)                                     | 66.4 (2.61)                                     | 64.7 (2.55)                                     | 66.8 (2.63)                                     | 47.1 (1.85)                                     | 38.1 (1.50)                                     | 53.0 (2.09)                                     | 74.4 (2.93)                                     | 83.2 (3.28)                                     | 93.1 (3.67)                                     | 95.5 (3.76)                                     | 845.6 (33.29)                                   |
| Độ ẩm tương đối trung bình (%)                  | 88                                              | 85                                              | 81                                              | 80                                              | 79                                              | 80                                              | 78                                              | 79                                              | 80                                              | 84                                              | 87                                              | 88                                              | 82.4                                            |
| Số giờ nắng trung bình tháng                    | 90.8                                            | 113.2                                           | 171.4                                           | 201.0                                           | 233.7                                           | 258.4                                           | 287.2                                           | 260.0                                           | 212.5                                           | 170.6                                           | 109.6                                           | 88.1                                            | 2.196,5                                         |
| Nguồn: Infoclimat.fr                            |                                                 |                                                 |                                                 |                                                 |                                                 |                                                 |                                                 |                                                 |                                                 |                                                 |                                                 |                                                 |                                                 |